# E.J. Vehmas

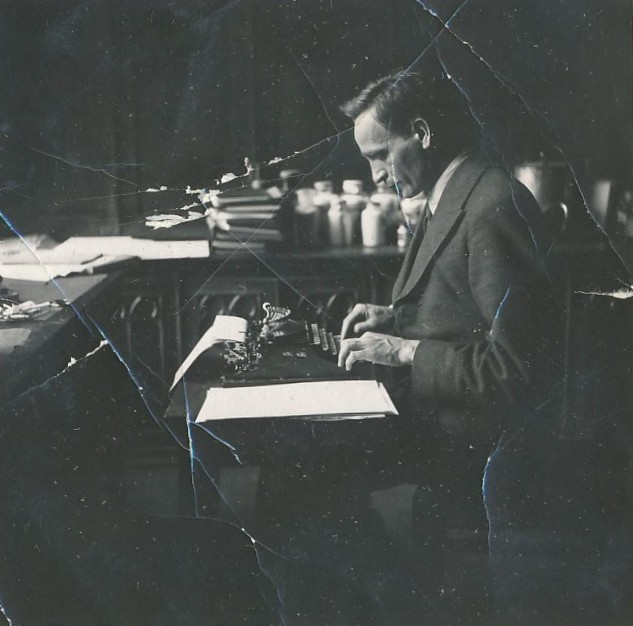
E. J. Vehmas (1947)

Einari Johannes Vehmas, E.J. Vehmas, född 18 december 1902 i Sääksmäki, död 29 november 1980 i Helsingfors, var en finländsk konstkritiker. 
Vehmas blev filosofie kandidat 1934, var konst- och teaterkritiker i tidskriften Suomalainen Suomi 1937–1945, konstkritiker i Uusi Suomi 1945–1967 och biträdande intendent vid konstmuseet Ateneum 1953–1969. Han kom att få stor betydelse som en av Finlands ledande konstkritiker. Han tilldelades professors titel 1970.